# Store Styggedalstinden
Store Styggedalstinden es la cuarta cumbre más alta en el país europeo de Noruega, situada en las montañas de Hurrungane, que forman parte de la cordillera de Jotunheimen. La montaña está situada en la parte oriental del municipio de Luster en el condado de Sogn og Fjordane, Noruega. Esta montaña está directamente entre las montañas de Sentraltind y Jervvasstind.